# Julia Ducournau
Julia Ducournau (Párizs, 1983. november 18. –) francia filmrendező és forgatókönyvíró.

## Életpályája
Franciaországban, Párizsban született 1983. november 18-án. A párizsi La Fémis filmiskolába járt, ahol forgatókönyvírást tanult. 
2011-ben a cannes-i filmfesztiválon Junior című rövidfilmje elnyerte a Petit Rail d'Or versenyt. 
A 2016-os cannes-i filmfesztiválon pedig első játékfilmjével, a Raw horrorfilmmel elnyerte a FIPRESCI-díjat.
2021 július 17-én pedig Titán című filmje elnyerte a cannes-i fesztivál fődíját, az Arany Pálmát.

## Filmográfia

### Rendezőként
- Titán (2021)
- Servant (2021) (televíziós sorozat) (2 epizód)
- Nyers (2016)
- Mange (2012) (társrendező)
- Junior (2011) (rövidfilm)